# Cohen et Kelly aux bains de mer

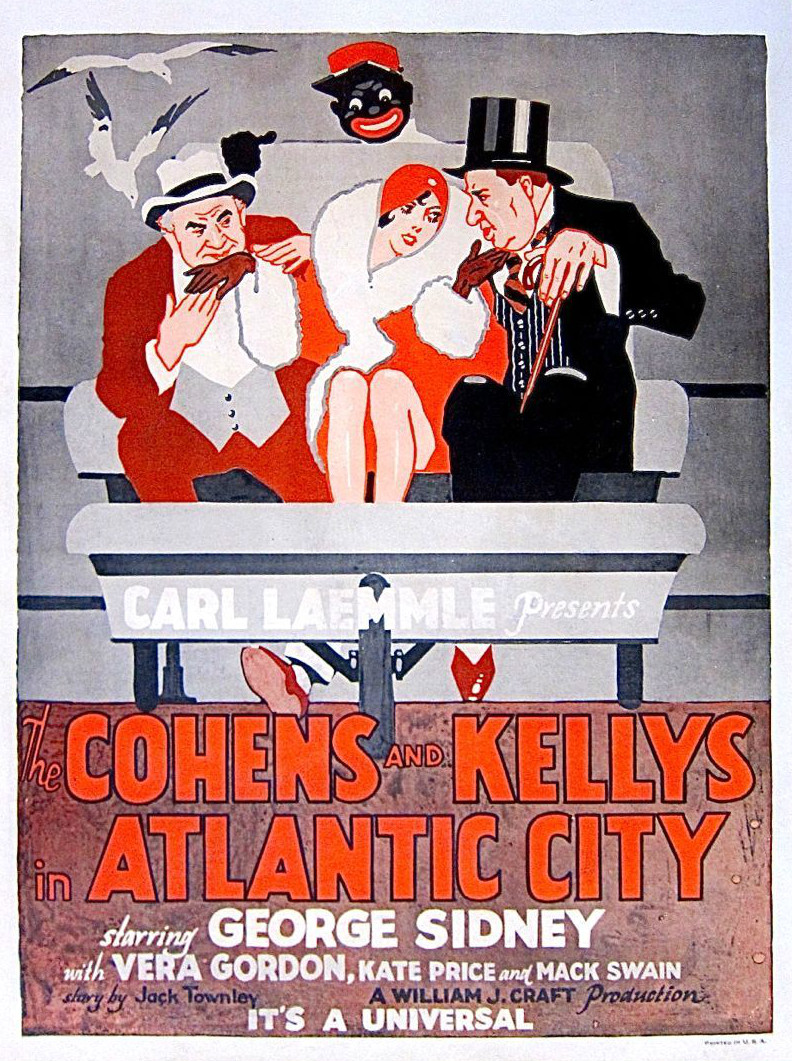
Affiche du film.

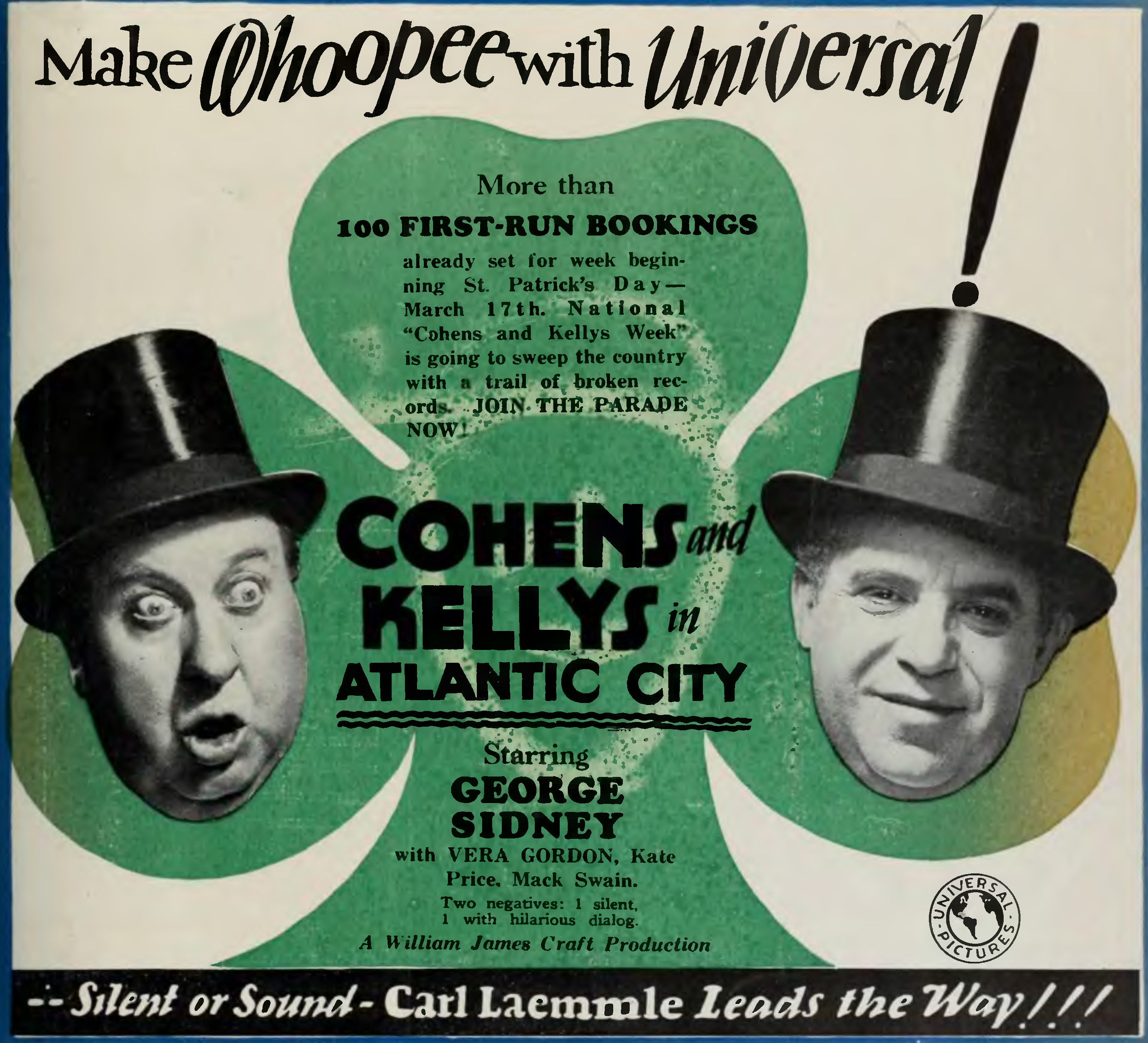
Annonce du film dans le magazine The Film DAily.

Cohen et Kelly aux bains de mer (The Cohens and Kellys in Atlantic City) est un film américain partiellement parlant réalisé par William James Craft et sorti en 1929. En plus de scènes avec des dialogues, le film comporte une bande sonore synchronisée pour la musique et les effets sonores, ainsi que des inter-titres. Le film est le troisième de la série The Cohens and Kellys, inspiré d'une pièce de théâtre d'Aaron Hoffman (en).

## Synopsis
La société de maillots de bain de Cohen et Kelly connaît des difficultés financières, car elle est devenue démodée. Pendant leur absence, leurs enfants respectifs, Rosalinde et Tom, lancent une nouvelle ligne de produits et en font la promotion en organisant un concours de beauté dans la station balnéaire d'Atlantic City.

## Fiche technique
- Réalisation : William James Craft
- Scénario : Albert DeMond, Earle Snell et Jack Townley d'après Two Blocks Away d'Aaron Hoffman
- Production : Carl Laemmle
- Photographie : Alan Jones
- Montage : Charles Craft, Richard Cahoon
- Production : Universal Pictures
- Genre : Comédie, romance
- Durée : 70 minutes (8 bobines)[2].
- Date de sortie :
  - États-Unis : 17 mars 1929

## Distribution
- George Sidney : Nathaniel Cohen
- Vera Gordon : Melitta Cohen
- Mack Swain :	Mr. Tom Kelly
- Kate Price : Mary Kelly
- Cornelius Keefe : Tom Kelly Jr.
- Nora Lane : Rosalinde Cohen
- Virginia Sale : Selma Meyer
- Tom Kennedy :	Crook
- Walter Brennan : l'homme au poste de police